# Gendün Drup
Gendun Drup (དགེ་འདུན་གྲུབ།; Sakya, 1391 – Shigatse, 1474) è tradizionalmente considerato il primo dei Dalai Lama del Tibet, che sono ritenuti reincarnazioni di Chenresig (in sanscrito: Avalokiteshvara), il Bodhisattva della Compassione. Il suo vero nome era Pema Dorje.

## Biografia
Nacque in una stalla da una famiglia di nomadi e fu pastore fino all'età di sette anni.
In seguito fu ammesso al monastero di Nartang e verso la metà della sua vita era uno dei più stimati religiosi del paese. Ebbe per maestro Tsongkhapa, grande studioso e riformatore. Nel 1447 fondò a Shigatse il monastero di Tashilhunpo, successivamente eletto a sede dei Panchen Lama.
Gendun Drup non ebbe potere politico, che era nelle mani dei viceré (ad esempio i Sakya, il principe di Tsang e il khan della Mongolia).

## Istituzione del tulku del Dalai Lama
Lo stesso 14º Dalai Lama attesta che fu proprio Gendun Drup a istituire il tulku del Dalai Lama, in uno dei suoi ultimi insegnamenti.
«Il primo Dalai Lama stava invecchiando. Aveva circa ottantadue anni quando, un giorno in cui, come sempre, stava spiegando i testi buddhisti, con un profondo respiro disse: “ora sono prossimo alla morte”. Un discepolo allora osservò: “adesso secondo le indicazioni che hai dato in passato, stai per andare nella Terra Pura dei Buddha”. “No” ribatté il primo Dalai Lama. “Non ne ho alcun desiderio. Il mio unico desiderio è rinascere ovunque vi siano più problemi e sofferenza”».